# مجلس نمایندگان (فرانسه)

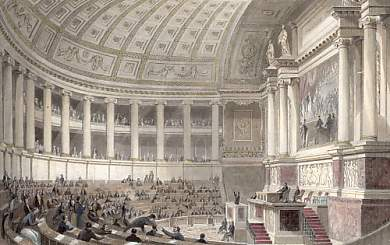
مجلس نمایندگان در پالایس بئوربون - ۱۸۴۱

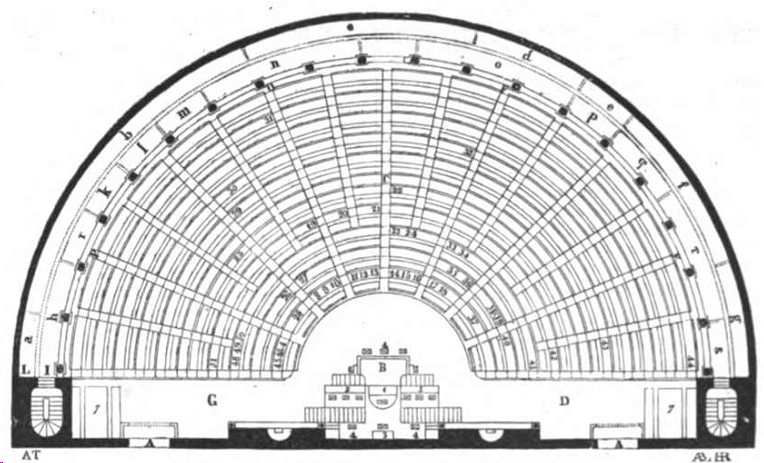
پلانی از صندلی‌های مجلس نمایندگان

مجلس نمایندگان (فرانسوی: Chambre des députés‎) یک مجلس قانون‌گذاری (مجلس سفلا) در فرانسه در قرن نوزدهم و بیستم بود که در دو دوره مختلف فعال بود.
- در سال ۱۸۱۴ تا ۱۸۴۸ پس از بازگشت بوربون‌ها به سلطنت فرانسه نمایندگان مجلس سفلا مجلس فرانسه به وسیله رای‌گیری انتخاب می‌شدند.
- ۱۸۷۵–۱۹۴۰ در طول جمهوری سوم فرانسه این مجلس به عنوان مجلس قانونگذاری فرانسه شناخته می‌شد.